# Robert Anderson (major)
Robert Anderson, ameriški general, * 14. junij 1805, † 26. oktober 1871.